# Büren an der Aare
Büren an der Aare (toponimo tedesco) è un comune svizzero di 3 610 abitanti del Canton Berna, nella regione del Seeland (circondario del Seeland); ha lo status di città.

## Storia
Il 1º gennaio 1911 ha inglobato il comune soppresso di Reiben; Büren an der Aare è stata il capoluogo del distretto di Büren fino alla sua soppressione nel 2009.
Dal 2017 il borgo, grazie alla sua particolare bellezza architettonica, la sua storia e la posizione privilegiata in cui si trova è entrato a far parte dell'associazione "I borghi più belli della Svizzera".

## Monumenti e luoghi d'interesse

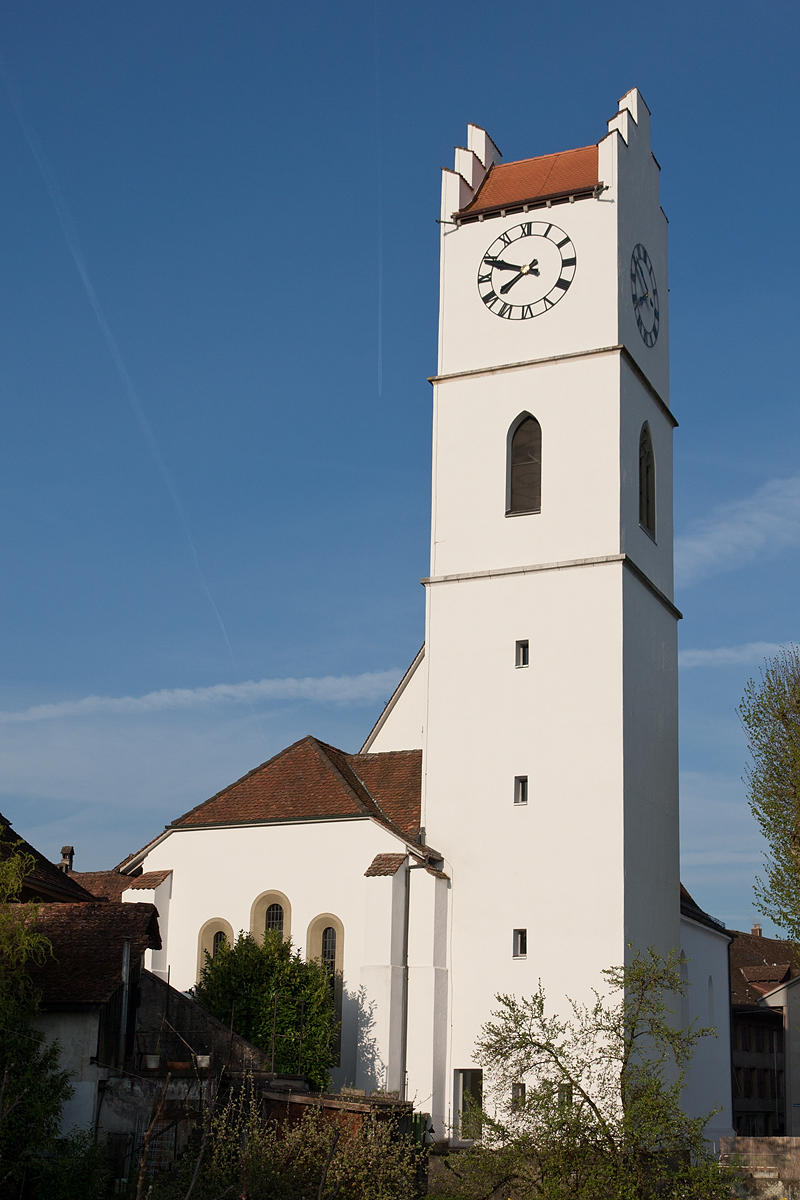
La chiesa riformata

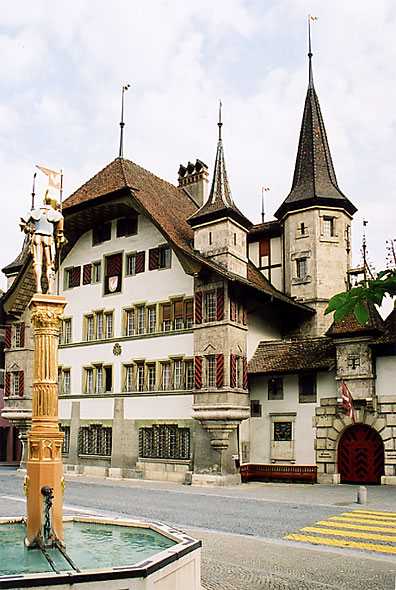
Il castello di Büren an der Aare

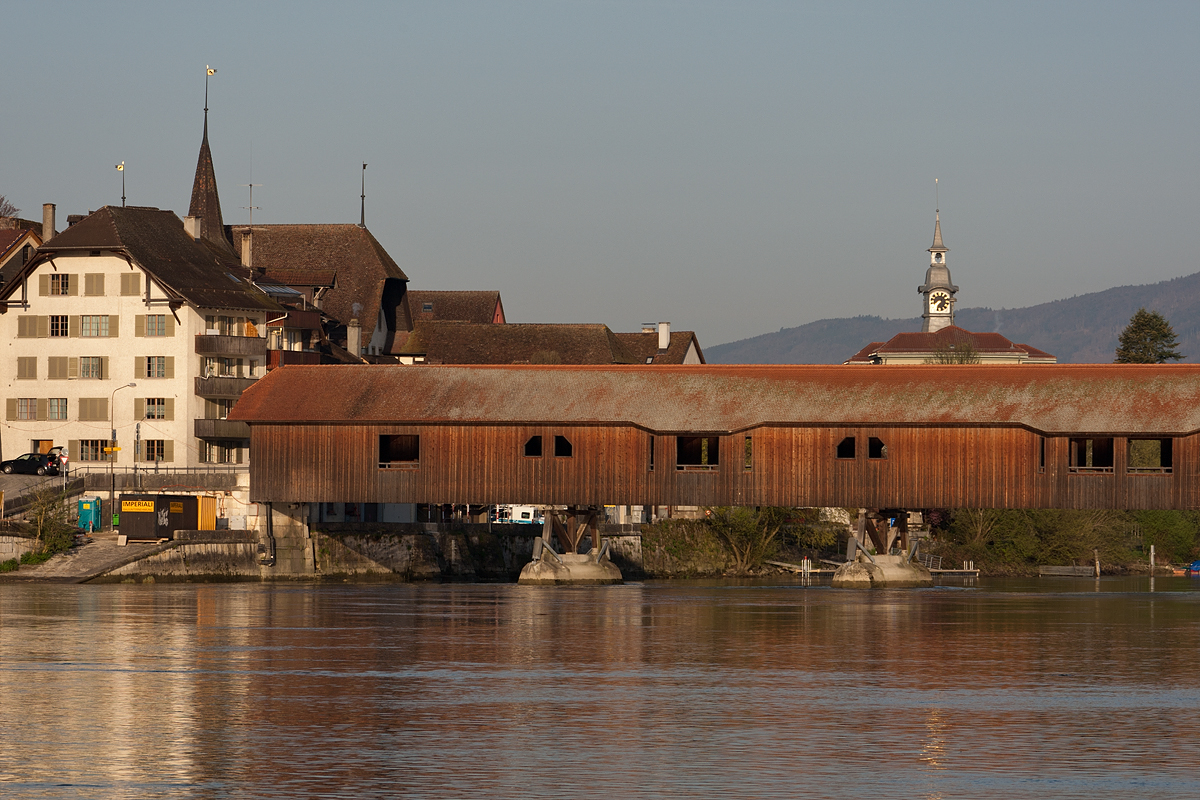
Il ponte coperto

- Chiesa riformata (già di Santa Caterina), eretta nel XIII-XV secolo[1];
- Castello di Büren, eretto nel 1620-1625[1];
- Ponte coperto sul fiume Aar, attestato dal 1284[1].

## Società

### Evoluzione demografica
L'evoluzione demografica è riportata nella seguente tabella:
Abitanti censiti

## Geografia antropica

### Frazioni e quartieri
Le frazioni e i quartieri di Büren an der Aare sono:
- Gummen
- Oberbüren[3]
- Reiben[4]
- Rütifeld
- Scheuren
- Ziegelei

## Infrastrutture e trasporti
Büren an der Aare è servito dall'omonima stazione sulla ferrovia Lyss-Soletta.

## Amministrazione
Ogni famiglia originaria del luogo fa parte del cosiddetto comune patriziale e ha la responsabilità della manutenzione di ogni bene comune.